# ماري الدموية (أسطورة)
ماري الدموية (بالإنجليزية: Bloody Mary)‏ هي شبح أو مشعوذة برزت في الأساطير الإنجليزية. يقال أنها تظهر في المرآة عند ذكر اسمها ثلاث مرات أو أحيانًا حتى أكثر في غرفة مظلمة، وهي تحمل سكينا وإحدى يديها مقطوعة وعلى وجهها دماء وتلبس ثوبا أبيضا وشعرها مقزز، وهذا يتوقف على نسخة القصة، وغالبا ما يكون جزءا من لعبة جرأة.

## نظرة عامة
واحدة من أكثر الطرق شيوعاً لجعلها تظهر هي أن تقف وراء مرآة (عادة في الظلام) وتردد اسمها ثلاث مرات، لكن هناك طرق تختلف قليلاً عن هذه الطريقة كترديد اسمها أكثر من ثلاث مرات، الترديد عند منتصف الليل، نثر الغزل في الغرفة، فرك العينين مرة واحدة، تشغيل الماء، ترديد اسمها ثلاثين مرة مع شمعة صغيرة. في بعض النسخ من هذه الأسطورة، يجب أن يقول المستدعي:(ماري الدموية، أنا قتلت رضيعك) "Bloody Mary, I killed your baby"
في هذه النسخ: تمثل ماري الدموية شبح أم شابّة سرق ابنها الرضيع منها، مما قادها إلى الاكتئاب وفي نهاية المطاف الانتحار، فعندما انتحرت قطعت يدها بالسكين فهذا هو سبب مسكها للسكين وسبب اسمها مارى الدموية (bloody mary). في بعض القصص حيث ماري متهمة ظلماً بقتل أطفالها، قد يقول المستدعي: «أصدق أن ماري تستحق». وهذا مماثل للعبة أخرى تنطوي على استدعاء مشعوذة الجرس في مرآة عند منتصف الليل. اللعبة غالباً ما تكون اختبار شجاعة وجرأة، وكما قيل أنه إذا استدعت ماري الدموية فإنها ستقدم على قتل المستدعي بطريقة عنيفة جداً، كتمزيق وجهه، إخراج عينيه، قطع رأسه، دفعه للجنون، احضاره للمرآة معها أو سحق عنقه، التسبب في إصابة خطيرة أو وفاة. البعض يقول أنها إذا لم تقتل من استدعاها فسوف تلاحقه إلى نهاية حياته، نسخ أخرى تقول أنه إذا تم استدعاؤها عند منتصف الليل فسوف يتمكن المستدعي من التحدث مع شخص متوفي حتى ال 11:08تضمين المطال، وعندما يطلب من ماري الدموية والشخص المتوفي الحديث فسوف يختفيان. وتصر بعض الروايات على أنّ المستدعي لا يجب أن ينظر مباشرة إلى ماري الدموية إنما إلى صورتها في المرآة؛ حينها سوف تفصح عن مستقبل المستدعي ولا سيما فيما يتعلق بالزواج والأطفال. 

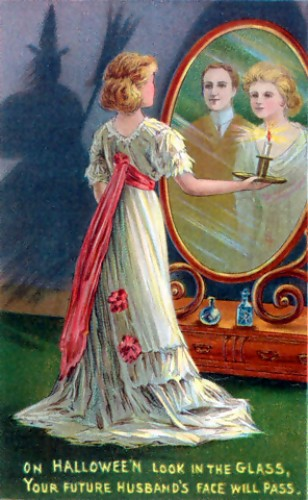
امرأة تحدق في مرآة في غرفة مظلمة لالقاء نظرة على وجه زوجها في المستقبل ، بينما ساحرة تتربص في الظل ، قد تكون واحدة أصل أسطورة ماري الدموية.

وصفت ماري الدموية بأنها قاتلة الأطفال الذين عاشوا في القرية التي حدثت فيها الأسطورة في مكان ما في الغرب.غالبا ما يكون هناك مقبرة محددة أو أن يصبح علامة تعلق على الأسطورة، وتصبح مقصدا للسياح. من ناحية أخرى يظن البعض أن تعنيف ماري الدموية لطفلها يشبه بقدرٍ ضئيل أساطير شعبية عن ماري الأولى ملكة إنجلترا المعروفة أيضاً باسم «ماري الدموية», التي تميزت حياتها بعدد من حالات الإجهاض
والتكهنات حول كون الإجهاض متعمد. نتيجة لذلك، بعض ممن أعاد رواية القصة جعل الملكة ماري الدموية مدفوعةً إلى الجنون بسبب فقدان أطفالها. كما أن طقوس المرآة التي يجب توافرها لاستدعاء ماري الدموية تشبه طقوس العرافة التي تمّ تنفيذها مرةً في الهالوين.وبينما (ككل الأساطير) تختلف التفاصيل، فقد شجعت هذه الأسطورة الشابات على المشي إلى الوراء على الدرج حاملات شمعةً ومرآةً في منزل مظلم على أمل رؤية زوج المستقبل، وقد يكونون قادرين على رؤية قابض الأرواح بدلاً منه، فقد يمتن قبل أن تتاح لهن الفرصة للزواج.